# Cephonodes novebudensis
Cephonodes novebudensis är en fjärilsart som beskrevs av Clark 1927. Cephonodes novebudensis ingår i släktet Cephonodes, och familjen svärmare. Inga underarter finns listade i Catalogue of Life.